# Leeds, New York
Leeds är en så kallad census-designated place i Greene County i delstaten New York. Vid 2020 års folkräkning hade Leeds 429 invånare.